# Aljaž Bedene
Aljaž Bedene (* 18. Juli 1989 in Ljubljana) ist ein ehemaliger britisch-slowenischer Tennisspieler. Nachdem er zwischenzeitlich für Großbritannien angetreten war, spielte er ab 2018 wieder unter slowenischer Flagge.

## Leben
Bedene wurde in Ljubljana geboren und lebte dort, ehe er 2008 nach Welwyn Garden City in Großbritannien zog. Sein Zwillingsbruder Andraž Bedene spielte auch Tennis (höchste Weltranglistenplatzierung 840). Seit dem 31. März 2015 besitzt er auch die britische Staatsbürgerschaft. Er heiratete 2016 und zog anschließend nach Ljubljana.

## Karriere
Bedene war bis 2012 vor allem auf der Challenger Tour aktiv und erfolgreich. Im Einzel gewann er bisher sechs Titel, einen weiteren im Doppel. Seit 2013 ist Bedene vermehrt auf der World Tour unterwegs. Durch die jüngsten Erfolge auf der Challenger Tour und erste Erfolge auf der Main Tour konnte er sich mit Rang 71 zu seiner bisher besten Notierung in der Weltrangliste vorarbeiten. Seine besten Resultate erzielte er bislang mit dem Einzug ins Viertelfinale in Wien 2012 sowie mit dem Halbfinaleinzug in Chennai 2013.
Zwei Jahre später gelang ihm in Chennai sein erster Finaleinzug auf der World Tour. Im Endspiel unterlag er Stan Wawrinka. Sein zweites Endspiel erreichte er in der Saison 2017 in Budapest, wo er Lucas Pouille unterlag.
Nachdem er drei Jahre lang für Großbritannien antrat, spielte Bedene ab dem 1. Januar 2018 wieder unter slowenischer Flagge. Er begründete diesen Schritt damit, dass er dadurch wieder spielberechtigt für Davis Cup und Olympischen Spiele sei. Trotz seiner Staatsangehörigkeit hatte ihm die ITF verweigert, für Großbritannien im Davis Cup anzutreten, da er für Slowenien bereits in drei Partien zum Einsatz kam, in denen er aber jeweils nur Matches absolvierte, die für den Ausgang der Partie nicht mehr von Belang waren.
Nach der Saison 2022 beendete er seine Karriere, um ein Fußballagent zu werden. Sein letztes Match spielte er für Slowenien im Davis Cup.

## Erfolge
| Legende (Anzahl der Siege)  |
| Grand Slam                  |
| ATP World Tour Finals       |
| ATP World Tour Masters 1000 |
| ATP World Tour 500          |
| ATP World Tour 250          |
| ATP Challenger Tour (17)    |

### Einzel

#### Turniersiege
| Nr. | Datum              | Turnier          | Belag         | Finalgegner        | Ergebnis       |
| --- | ------------------ | ---------------- | ------------- | ------------------ | -------------- |
| 1.  | 28. März 2011      | Barletta (1)     | Sand          | Filippo Volandri   | 7:5, 6:3       |
| 2.  | 3. März 2012       | Casablanca       | Sand          | Nicolas Devilder   | 7:66, 7:64     |
| 3.  | 8. April 2012      | Barletta (2)     | Sand          | Potito Starace     | 6:2, 6:0       |
| 4.  | 17. Juni 2012      | Košice           | Sand          | Simon Greul        | 7:61, 6:2      |
| 5.  | 29. Juli 2012      | Wuhan            | Hartplatz     | Josselin Ouanna    | 6:3, 4:6, 6:3  |
| 6.  | 11. Mai 2013       | Rom (1)          | Sand          | Filippo Volandri   | 6:4, 6:2       |
| 7.  | 15. September 2013 | Banja Luka       | Sand          | Diego Schwartzman  | 6:3, 6:4       |
| 8.  | 6. Juli 2014       | Todi (1)         | Sand          | Márton Fucsovics   | 2:6, 7:64, 6:4 |
| 9.  | 22. März 2015      | Irving (1)       | Hartplatz     | Tim Smyczek        | 7:63, 3:6, 6:3 |
| 10. | 9. Mai 2015        | Rom (2)          | Sand          | Adam Pavlásek      | 7:5, 6:2       |
| 11. | 12. Juli 2015      | Todi (2)         | Sand          | Nicolás Kicker     | 7:63, 6:4      |
| 12. | 19. März 2017      | Irving (2)       | Hartplatz     | Michail Kukuschkin | 6:4, 3:6, 6:1  |
| 13. | 9. April 2017      | Sophia Antipolis | Sand          | Benoît Paire       | 6:2, 6:2       |
| 14. | 16. April 2017     | Barletta         | Sand          | Gastão Elias       | 7:64, 6:3      |
| 15. | 30. September 2018 | Orléans          | Hartplatz (i) | Antoine Hoang      | 4:6, 6:1, 7:66 |
| 16. | 18. August 2019    | Portorož         | Hartplatz     | Viktor Durasovic   | 7:5, 6:3       |

#### Finalteilnahmen
| Nr. | Datum              | Turnier      | Belag         | Finalgegner        | Ergebnis        |
| --- | ------------------ | ------------ | ------------- | ------------------ | --------------- |
| 1.  | 11. Januar 2015    | Chennai      | Hartplatz     | Stan Wawrinka      | 3:6, 4:6        |
| 2.  | 30. April 2017     | Budapest     | Sand          | Lucas Pouille      | 3:6, 1:6        |
| 3.  | 18. Februar 2018   | Buenos Aires | Sand          | Dominic Thiem      | 2:6, 4:6        |
| 4.  | 22. September 2019 | Metz         | Hartplatz (i) | Jo-Wilfried Tsonga | 7:64, 6:74, 3:6 |

### Doppel

#### Turniersiege
| Nr. | Datum              | Turnier   | Belag | Partner      | Finalgegner                        | Ergebnis            |
| --- | ------------------ | --------- | ----- | ------------ | ---------------------------------- | ------------------- |
| 1.  | 19. September 2011 | Ljubljana | Sand  | Grega Žemlja | Roberto Bautista Agut Iván Navarro | 6:3, 6:710, [12:10] |

## Abschneiden bei Grand-Slam-Turnieren

### Einzel
| Turnier         | 2010 | 2011 | 2012 | 2013 | 2014 | 2015 | 2016 | 2017 | 2018 | 2019 | 2020 | 2021 | 2022 | Karriere |
| --------------- | ---- | ---- | ---- | ---- | ---- | ---- | ---- | ---- | ---- | ---- | ---- | ---- | ---- | -------- |
| Australian Open | —    | —    | Q2   | 1    | 1    | 1    | 1    | 1    | 1    | 1    | 2    | 1    | —    | 2        |
| French Open     | —    | —    | Q2   | 1    | —    | 1    | 3    | 2    | 1    | 1    | 3    | 2    | 3    | 3        |
| Wimbledon       | Q2   | —    | Q1   | 1    | 1    | 2    | 1    | 3    | 2    | 1    |      | 3    | 1    | 3        |
| US Open         | —    | —    | Q2   | 1    | Q3   | 2    | 1    | 1    | 1    | 3    | 1    | —    | 1    | 3        |

### Doppel
| Turnier         | 2013 | 2014 | 2015 | 2016 | 2017 | 2018 | 2019 | 2020 | 2021 | 2022 | Karriere |
| --------------- | ---- | ---- | ---- | ---- | ---- | ---- | ---- | ---- | ---- | ---- | -------- |
| Australian Open | —    | —    | —    | 1    | —    | —    | 1    | 1    | 1    | —    | 1        |
| French Open     | 2    | —    | 1    | —    | —    | —    | 1    | 2    | 1    | 1    | 2        |
| Wimbledon       | 1    | —    | 1    | —    | —    | —    | —    |      | —    | 1    | 1        |
| US Open         | —    | —    | 1    | —    | —    | —    | —    | —    | —    | 1    | 1        |

Zeichenerklärung: S = Turniersieg; F, HF, VF, AF = Einzug ins Finale / Halbfinale / Viertelfinale / Achtelfinale; 1, 2, 3 = Ausscheiden in der 1. / 2. / 3. Hauptrunde; Q1, Q2, Q3 = Ausscheiden in der 1. / 2. / 3. Qualifikationsrunde; nicht ausgetragen